# Полюбичі Сільські Перші
Полюбичі Сільські Перші, давні Полюбичі (пол. Polubicze Wiejskie Pierwsze, Полюбіче-Вейське-Перше) — село в Польщі, у гміні Вишниці Більського повіту Люблінського воєводства. Населення — 610 осіб (2011).

## Історія
1804 року вперше згадується греко-католицька церква обряду в Полюбичах.
За даними етнографічної експедиції 1869—1870 років під керівництвом Павла Чубинського, у селі Полюбичі переважно проживали греко-католики, які розмовляли українською мовою. 1872 року місцева греко-католицька парафія налічувала 1189 вірян.
У міжвоєнні 1918—1939 роки польська влада в рамках великої акції закриття та руйнування українських храмів на Холмщині і Підляшші перетворила місцеву православну церкву на римо-католицький костел.
У 1975—1998 роках село належало до Білопідляського воєводства.

## Населення
Демографічна структура станом на 31 березня 2011 року:
|          | Загалом | Допрацездатний вік | Працездатний вік | Постпрацездатний вік |
| -------- | ------- | ------------------ | ---------------- | -------------------- |
| Чоловіки | 300     | 48                 | 212              | 40                   |
| Жінки    | 310     | 52                 | 166              | 92                   |
| Разом    | 610     | 100                | 378              | 132                  |